# 唐农
唐农（1962年4月—），广西贺州人，汉族，中华人民共和国政治人物、第十二届全国人民代表大会广西地区代表。

## 生平
毕业于湖南中医学院中医内科学专业。加入中国共产党。2013年，担任全国人大代表。
2000年11月，唐农任广西中医学院第一附属医院党委副书记、院长，2005年11月兼任广西中医学院副院长。2009年7月，唐农任广西中医学院党委副书记、副院长。2010年5月，唐农任广西中医学院（今广西中医药大学）院长、党委副书记。2012年6月，唐农任广西中医药大学党委副书记、校长。2018年2月24日，当选为第十三届全国人大代表。

### 落马
2020年10月3日，唐农涉嫌“严重违纪违法”接受广西壮族自治区纪委监委纪律审查和监察调查。2020年11月24日，唐农被责令辞去第十三届全国人民代表大会代表职务。12月，其第十三届全国人民代表大会代表职务正式终止。2021年1月6日，广西壮族自治区免去唐农广西中医药大学校长职务。2021年2月2日，唐农遭到开除党籍、开除公职（双开）处分，同时被双开的还有副校长覃裕旺。